# Cupraat

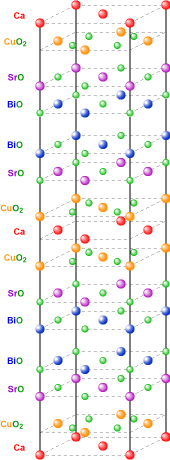
De eenheidscel van een supergeleider BSCCO-2212 op hoge temperatuur

Cupraten (van Latijn cuprum = koper) zijn chemische verbindingen (zouten) die koper bevatten en waarin het koperatoom het centrale atoom is in een verder negatief geladen samengesteld ion.

## Gebruik
Cupraten zijn al eeuwenlang bekend en worden gebruikt in de organische en anorganische chemie. Nochtans is de belangstelling ervoor beduidend gestegen sinds 1986 na de ontdekking van supergeleiding op relatief hoge temperatuur in een lanthaan-barium-koperoxide door Georg Bednorz en Alex Müller. Tussen 1986 en 2001 werden meer dan 100.000 wetenschappelijke documenten over supergeleiding in cupraten gepubliceerd. Bednorz en Müller wonnen de Nobelprijs voor Natuurkunde slechts een jaar na hun ontdekking. Vanaf 1986 waren bijna alle bekende hogetemperatuursupergeleiders cupraatsupergeleiders.

## Terminologie
Een verbinding wordt een "cupraat" genoemd wanneer deze koper bevat in zijn hoogste oxidatietoestand in een complex ion dat een negatieve lading heeft. Een voorbeeld is amminepentachloorcupraat(II) [NH3CuCl5]2−. Daarentegen heeft tetra-amminedichloorkoper(II) (NH3)4CuCl2 een neutrale lading, zodat het wel een complex is, maar geen ion.
Wanneer het koperatoom in een complex anion een oxidatiegetal 1+ bezit, spreekt men soms niet van cupraten maar van cuprieten, hoewel men ook wel de aanduiding cupraat(I) gebruikt. De naam cupriet wordt namelijk ook gebruikt voor een mineraal dat een koperoxide is en niet een zout. De term cupraat verwijst meestal naar de oxidatietoestand 2+, aangegeven als koper(II), maar soms worden ook hogere oxidatiegetallen ermee aangeduid. In cupraatsupergeleiders is er meestal sprake van deels koper(II) en deels koper(III).

## Anorganische cupraten

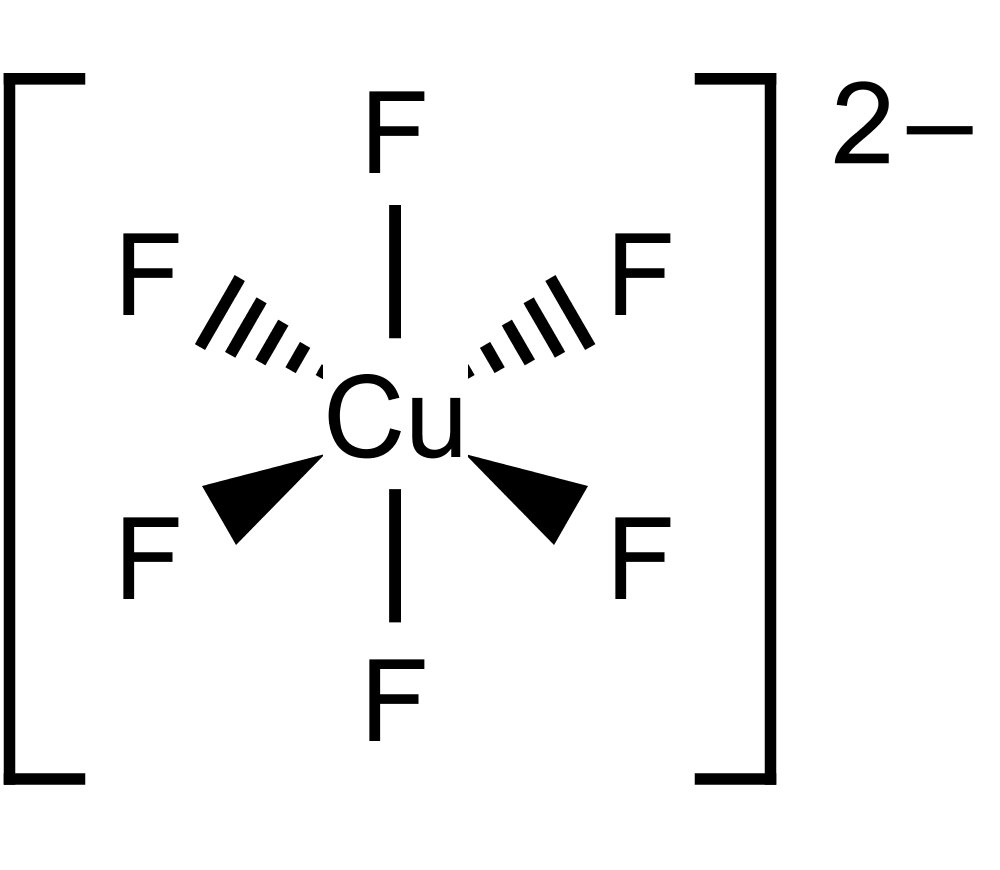
Hexafluorcupraat(IV)

Cupraatanionen vormen complexe negatief geladen ionen met liganden zoals cyaniden, hydroxiden of halogeniden. Typische voorbeelden van deze complexen zijn tetracyanocupraat(I) [Cu(CN)4]3−, tetrachlorocupraat(II) [CuCl4]2− en hexahydroxidecupraat(II) [Cu(OH)6]4−. Er zijn ook zeldzame koper(III)- en koper(IV)-complexen zoals hexafluoridecupraat(III) [CuF6]3− of hexafluoridecupraat(IV) [CuF6]2−. Dit zijn sterk oxiderende reagentia.
Terwijl tetracyanocupraat(I)[Cu(CN)4]3− kleurloos is, zijn de meeste andere koper(I)-complexen roodbruin; koper(II)-complexen hebben een intense turkooisblauwe kleur, terwijl koper(III)- en koper(IV)-complexen oranjerood zijn. Lithiumtetrachlorocupraat(II) (Li2CuCl4) is een efficiënte katalysator voor de koppelingen van alkylhalogeniden in de grignardreactie. Het wordt bereid door lithiumchloride (LiCl) en koper(II)chloride (CuCl2) door tetrahydrofuraan te mengen. Wanneer koperhydroxide wordt verhit met natriumhydoxide ontstaat natriumtetrahydroxycupraat:
Cu(OH)2 + 2 NaOH → Na2Cu(OH)4

## Organische cupraten

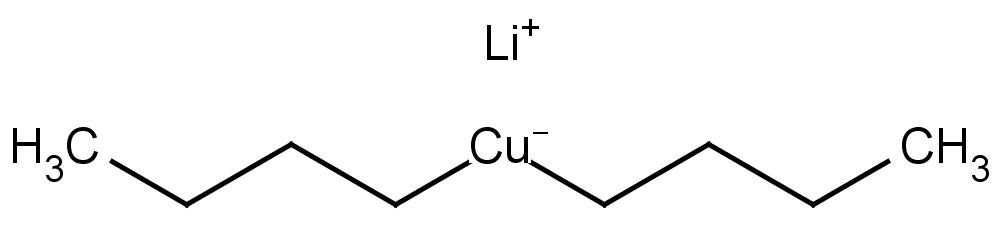
Lithiumdibutylcupraat

Cupraten spelen een grote rol in de organische chemie. De eerste organische koperverbinding, het explosieve koper(I)acetylide Cu2C2, werd door Rudolf Christian Böttger in 1859 bereid.
Organische cupraten bevatten gewoonlijk een groep R2Cu, waarbij R een koolstof bevattende eenheid is. Ze reageren met zuurstof en water en vormen daarbij koper(I)oxide; zij zijn over het algemeen onoplosbaar in inerte oplosmiddelen, ze hebben de neiging om onstabiel te zijn bij bepaalde temperaturen en ze zijn moeilijk te hanteren. Niettemin worden organische koperreagentia vaak in de organische chemie gebruikt als alkylatiereagentia die ter plaatse in een inert milieu worden bereid.

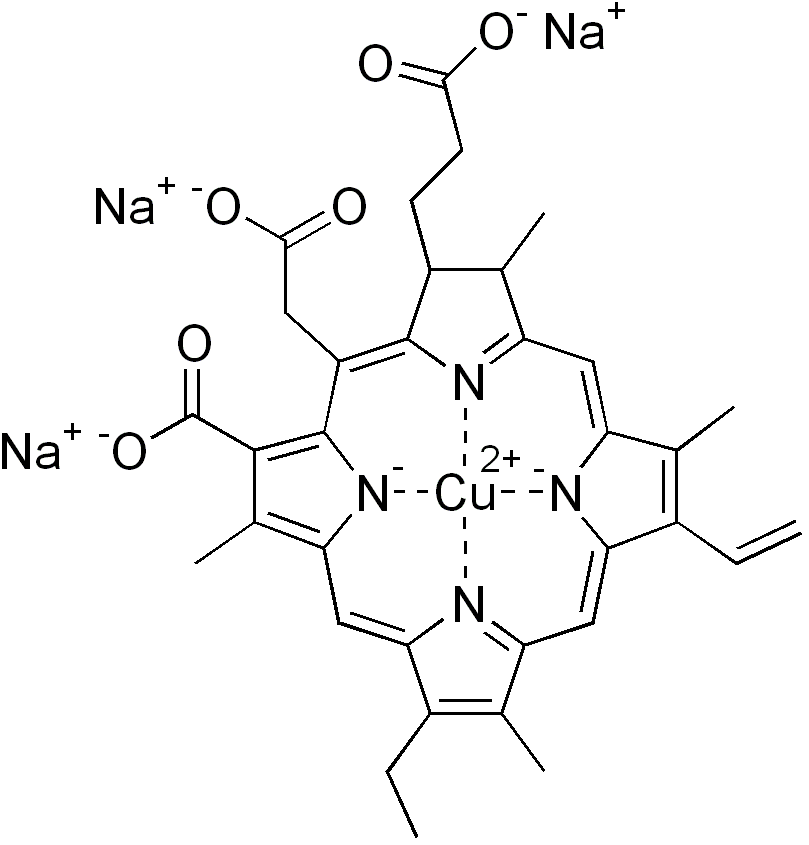
Chlorofylline is een koperderivaat van bladgroen en wordt gebruikt als voedingsadditief

Zie ook: Organokoperchemie